# Référendum liechtensteinois de 1995
 (août 2025).
Un référendum a lieu au Liechtenstein le 9 avril 1995

## Contenu
Le référendum porte sur l'entrée dans l'Espace économique européen.

### Contexte
Un référendum sur l'entrée dans l'EEE a lieu en décembre 1992 et est approuvé par plus de 55 % des votants. Néanmoins, peu avant, la Suisse, pays auquel le Liechtenstein est lié depuis l'entre-deux-guerres par un traité d'union douanière, rejette par votation l'entrée dans l'EEE.
Les termes d'accession à cet espace économique n'étant plus les mêmes, le gouvernement du Liechtenstein décide d'en geler son entrée. L'EEE est mis en place en 1994, tandis que le Liechtenstein renégocie son adhésion. Finalement, un nouveau traité est conclu permettant au pays de conserver une union douanière modifiée avec la Suisse.
Il s'agit d'un référendum facultatif constitutionnel d'origine parlementaire : le Landtag décide de soumettre le projet de loi voté le 21 mars 1995 par 21 voix contre 3 à la votation populaire dans le cadre de l'article 66bis de la constitution sur les traités internationaux.

## Résultat
| Choix                           | Votes  | %     |
| ------------------------------- | ------ | ----- |
| Pour                            | 6 412  | 55,88 |
| Contre                          | 5 062  | 44,12 |
| Votes blancs et invalides       | 245    | –     |
| Total                           | 11 719 | 100   |
| Inscrits/Participation          | 14 286 | 82,05 |
| Source: Démocratie Directe (de) |        |       |